# ラ・スカイファーム
ラ・スカイファームは、広島県世羅郡世羅町にある観光農園である。

## 概要
菊桃1350本が植えられており日本一の菊桃の丘である。
菊桃のほかには矢口桃・枝垂桃・白桃・源平桃・はな桃が約300本ある。
梅もぎ・栗拾い等も体験できる。

## 規模
- 梅…3.5ｈａ
- 菊桃…2.0ｈａ
- 栗…4.5ｈａ
- その他の原野…7.0ｈａ

## 周辺
付近一帯は、世羅高原で農園が多く集まっている。

### 交通
- 山陽自動車道三原久井ic、尾道icより約40分
- 中国自動車道三次ic、庄原icより約40分

## 主な品種
- 菊桃
- 矢口桃
- 枝垂桃
- 白桃
- 源平桃
- はな桃
- 栗
- 梅